# خلف الحربي
خلف بن فهيد العلوي الحربي كاتب صحفي وشاعر سعودي ولد في الرياض.

## العمل الصحفي
- يكتب في صحيفة عكاظ من خلال عمود صحفي يسمى (على شارعين) وتناقش مقالته في مجملها القضايا الاجتماعية، والفكرية، والدينية، عُرف بنقده اللاذع للتطرف الديني ورموزه، من خلال مقالاته. وتوقف عن الكتابة في عكاظ عام 2018م.[2]
- قبل أن ينتقل للكتابة في صحيفة عكاظ، كان رئيساً لتحرير صحيفة شمس.
- بدأ العمل في صحف ومجلات سعودية وخليجية مختلفة، حيث عمل محررا ثقافيا في جريدة الرياض، ومديرا لتحرير مجلات: الغدير، والمختلف، وقرطاس.
- نشرت له مقالات وقصص في العديد من المجلات والصحف الخليجية مثل اليمامة والخليج والقبس والوطن والزمن وغيرها.

## مؤلفات واصدارات
صدر للكاتب خلف الحربي، العديد من الكتب ومنها:
- الضال 1993 مجموعة قصص قصيرة.
- حب الرمان 1995 مجموعة قصص قصيرة.
- صورة للذكرى 1998 مجموعة أشعار بالعامية.
- الغرق في بر جدة 2015 مقالات.

## العمل الدرامي

### مسلسلات
- مشاركته في كتابة عدد من حلقات المسلسل السعودي الشهير طاش ماطاش.[3]
- مسلسل أبو الملايين (مسلسل) بطولة عبد الحسين عبد الرضا وناصر القصبي.
- مسلسل سيلفي من بطولة ناصر القصبي وعرضته قناة ام بي سي
- أشرف على إنتاج عدد من الأعمال التلفزيونية وكتب مقدماتها الغنائية ومنها: مخرج7 واي فاي (برنامج كوميدي) بأجزائه المتلاحقة، والمصاقيل (مسلسل)، وكذلك المقدمة الغنائية للمسلسل الكارتوني عيال نوير.
- أشرف على عمل مسلسل «عوض أبا عن جد» وكتب شارة أغنية المقدمة، والمسلسل من بطولة الفنان حبيب الحبيب ومجموعة من الممثلين.
- كما أشرف على المسلسل الكوميدي «هايبرلوب»، وكتب شارة المقدمة الغنائية له وأيضا كتب بعض حلقاته.
- مسلسل «مخرج7» من بطولة الفنان ناصر القصبي.
- أشرف على مسلسل «ممنوع التجول» المسلسل الرمضاني الكوميدي، من بطولة الفنان ناصر القصبي.
- أشرف على مسلسلات أخرى مثل: «ستديو21» و«ستديو22»، وعلى المسلسل الرمضاني «منهو ولدنا» من بطولة إبراهيم الحجاج، وفايز بن جريس، ونخبة من الممثلين.[4]

### مسرحيات
- مسرحية «الذيب في القليب» والتي عرضت في موسم الرياض 2019.
- مسرحية «بخصوص بعض الناس» بطولة ناصر القصبي، وعرضت في موسم الرياض 2022.

## قصائد مغناة
- كتب كلمات أغنية «وطن» في أوبريت اليوم الوطني ليلة وطن 2021 والتي غناها الفنان ماجد المهندس.
- كتب المقدمة الغنائية لمسلسل العاصوف، التي غناها الفنان راشد الماجد.
- كتب المقدمة الغنائية لمسلسل سيلفي، التي غناها الفنان راشد الماجد.